# Köprülü Fâzıl Ahmed Pascha

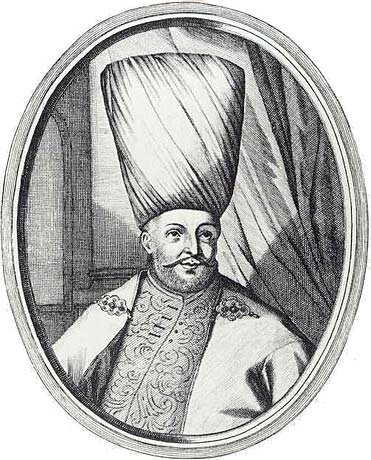
Köprülü Fâzıl Ahmed Pascha

Köprülü Fâzıl Ahmed Pascha, fâzıl, dt. der Hochgebildete (* 1635 in Köprü, heute Vezirköprü/Anatolien; † 3. November 1676  in Konstantinopel) war Großwesir des Osmanischen Reichs. Seine Familie war albanischer Abstammung, Köprülü ist die türkische Form von Qyprili.

## Karriere
Fâzıl Ahmed war der älteste Sohn des Großwesirs Köprülü Mehmed Pascha. Er wurde mit 16 Jahren schon Professor (müderris) bei Kara Çelebizâde 'Aziz Efendi an einer Medrese. Ab 1659 war er Wesir und Statthalter von Erzurum und ab 1660 von Damaskus. In dieser Funktion führte er erfolgreiche Kämpfe gegen die Drusen und wurde im Juni 1661 (Islamischer Kalender: Zilka'de 1071) Stellvertreter (Kaymakam) seines Vaters. Nach dessen Tod am 31. Oktober 1661 (7. Rebî'ülevvel 1072) wurde er von Sultan Mehmed IV. zum Großwesir ernannt. Es war das erste Mal seit den Chanderelis, dass ein Sohn seinem Vater in diesem Amt nachfolgte. Er verringerte die Besteuerung und ging insbesondere gegen ungesetzmäßige Steuereintreibungen vor.

## Kriegszüge und Tod
In den Jahren 1663 und 1664 führte er einen Feldzug gegen den habsburgischen Teil Ungarns. Nachdem er mehrere Festungen erobert hatte (unter anderen Neu-Zrin im Norden Kroatiens), erlitt er bei der Schlacht von St. Gotthard eine Niederlage und sah sich gezwungen, mit Österreich den Frieden von Eisenburg zu schließen, der allerdings viele der türkischen Eroberungen sicherte. Der kaiserliche Feldherr Montecuccoli war wegen der Schwächen seines Heeres nicht in der Lage, den Sieg auszunützen, deswegen blieb Fâzıl Ahmed Paschas Einfluss auf den Sultan ungebrochen.
Am 14. Mai 1666 begann er die Belagerung von Candia auf Kreta, das zur Republik Venedig gehörte und erst am 17. September 1669 fiel.
Der nächste von ihm geführte Krieg war 1672 gegen Polen-Litauen zur erbetenen Hilfeleistung für die ukrainischen Kosaken unter Petro Doroschenko. Zunächst erfolgreich im Rahmen des Friedens zu Buczacz, wurde Ahmed Pascha von den Polen unter ihrem Großkronhetman Jan Sobieski in der Schlacht bei Chocim und bei Lemberg geschlagen. Am 22. Oktober 1674 kehrte er todkrank (angeblich Ödem wegen Alkoholismus), nach Adrianopel zurück. Die Türken behaupteten sich aber auch weiterhin und stimmten den ehrenhaften Bedingungen im Frieden von Żurawno vom 17. Oktober 1676 zu, durch den sie die Festung Kamieniec Podolski, große Teile Podoliens und der südlichen Ukraine behielten.
Köprülü Fâzıl Ahmed Pascha starb am 3. November 1676 (16. Şa'bân 1087). Sein Leichnam wurde in der Türbe seines Vaters am Divanyolu in Konstantinopel beigesetzt. Er galt als gelehrt (siehe seinen Beinamen), großmütig und tapfer, aber auch als Trinker. Er war ein großzügiger Förderer von Kunst und Literatur und gründete in Konstantinopel eine Bibliothek, die bis heute existiert.

### Das Tagebuch des Hasan Ağa
Ahmed Paschas Siegelbewahrer Hasan Ağa hat über die beiden wichtigsten Feldzüge seines Herren (Kreta und Ungarn) ein Tagebuch verfasst, das er dann bearbeiten ließ. Der Bearbeiter, dessen Identität von der Literaturwissenschaft bis heute nicht geklärt werden konnte, gab dem Werk den Titel „Die Kleinodien der Historien“ (Cevâhirü't-tevârîh). Er war möglicherweise   Imam der Sultansmoschee der Burg am Ibar (im Osten von Montenegro).